# Dujkerczyk modry
Dujkerczyk modry (Philantomba monticola) – gatunek ssaka parzystokopytnego z rodziny wołowatych, jeden z najmniejszych dujkerów.

## Występowanie i biotop
Obecny zasięg występowania gatunku obejmuje obszary od wschodniej Nigerii przez Afrykę Środkową po południowo-zachodnią część Afryki Wschodniej.
Jego siedliskiem są tereny z gęstym podszytem.

## Charakterystyka ogólna
| Podstawowe dane         | Podstawowe dane |
| ----------------------- | --------------- |
| Długość ciała           | 55–72 cm        |
| Wysokość w kłębie       | 30–40 cm        |
| Masa ciała              | 4–10 kg         |
| Dojrzałość płciowa      | ok. 1 roku      |
| Ciąża                   | ok. 4 miesięcy  |
| Liczba młodych w miocie | 1               |
| Długość życia           | 10–15 lat       |

### Wygląd
Mała antylopa o brązowym ubarwieniu grzbietu, z niebieskim odcieniem, jasnym spodem. Spodnia część ogona jest biała. Krótkie rogi występują u przedstawicieli obydwu płci, u samców osiągając długość do 10 cm, u samic – do 4 cm. Samice są nieco większe od samców.

### Tryb życia
Dieta dujkera modrego jest uzależniona od pory roku i środowiska. Żywią się owocami, kwiatami, owadami, grzybami i drobnymi kręgowcami. Są aktywne w ciągu dnia, na noc wracają do stałego miejsca wypoczynku. Żyją 10–15 lat.

### Rozród
Prawdopodobnie gatunek monogamiczny. Samice osiągają dojrzałość płciową pomiędzy 9–12 a samce pomiędzy 12–18 miesiącem życia. W okresie rozrodu samce bronią zajmowanego terytorium, a samica opiekuje się młodym.

## Podgatunki
- P. monticola aequatorialis Matschie, 1892
- P. monticola anchietae Bocage, 1879
- P. monticola bicolor Gray, 1863
- P. monticola congicus Lönnberg, 1908
- P. monticola defriesi W. Rothschild, 1904
- P. monticola hecki Matschie, 1897
- P. monticola lugens Thomas, 1898
- P. monticola melanorheus Gray, 1846
- P. monticola monticola Thunberg, 1789
- P. monticola musculoides Heller, 1913
- P. monticola simpsoni Thomas, 1910
- P. monticola sundevalli Fitzinger, 1869

## Zagrożenia i ochrona
Gatunek jest objęty konwencją waszyngtońską CITES (załącznik II) – jako Philantomba monticola.
W Czerwonej księdze gatunków zagrożonych Międzynarodowej Unii Ochrony Przyrody i Jej Zasobów został zaliczony do kategorii LC (least concern – niskiego ryzyka).